# Tirukkoyilur
Tirukkoyilur (o Tirukkovilur) è una suddivisione dell'India, classificata come town panchayat, di 27.108 abitanti, situata nel distretto di Viluppuram, nello stato federato del Tamil Nadu. In base al numero di abitanti la città rientra nella classe III (da 20.000 a 49.999 persone).

## Geografia fisica
La città è situata a 11° 56' 60 N e 79° 12' 0 E e ha un'altitudine di 72 m s.l.m..

## Società

### Evoluzione demografica
Al censimento del 2001 la popolazione di Tirukkoyilur assommava a 27.108 persone, delle quali 13.310 maschi e 13.798 femmine. I bambini di età inferiore o uguale ai sei anni assommavano a 2.616, dei quali 1.290 maschi e 1.326 femmine. Infine, coloro che erano in grado di saper almeno leggere e scrivere erano 21.071, dei quali 11.067 maschi e 10.004 femmine.